# Edgar II.
Edgar II. (staroengleski: Ēadgar Æðeling, Ēadgar Æþeling, Ēadgar Cild), neokrunjeni engleski kralj, rođen 1051., a umro 1126. godine. Engleski izvori ga zovu i Ætheling. Bio je zadnjim pripadnikom kraljevske dinastije  (usporedi Cerdic od Wessexa i Popis monarha Wessexa).
Edgar je bio unuk engleskog kralja Edmunda II. Željeznobokog koji se tijekom vladavine danskih kraljeva rodio u progonstvu u Ugarskoj. Edvard III. Ispovjednik ga je tijekom svoje vladavine doveo na svoj dvor i proglasio svojim nasljednikom. 
Nakon bitke kod Hastingsa i smrti kralja Harolda II., kraljevsko vijeće (Witenagemot) je dana 14. listopada 1066. Edgara proglasilo nasljednikom Harolda II. pod imenom Edgar II. Kako su u bici kod Hastingsa poginuli mnogi viđeniji anglosaski plemići, otpor Vilimu, normandijskom vojvodi je bio slab i potpuno obeshrabren. U toj situaciji Edgar, koji je bio premlad, a uz to slaba karaktera i utjecaja, nije imao moći organizirati obranu i oduprijeti se moćnim Normanima. 
Edgar nikada nije bio okrunjen za engleskog kralja jer je Vilim I. Osvajač već do Božića 1066. pokorio Englesku i bio priznat za kralja Engleske.